# Carl Pei

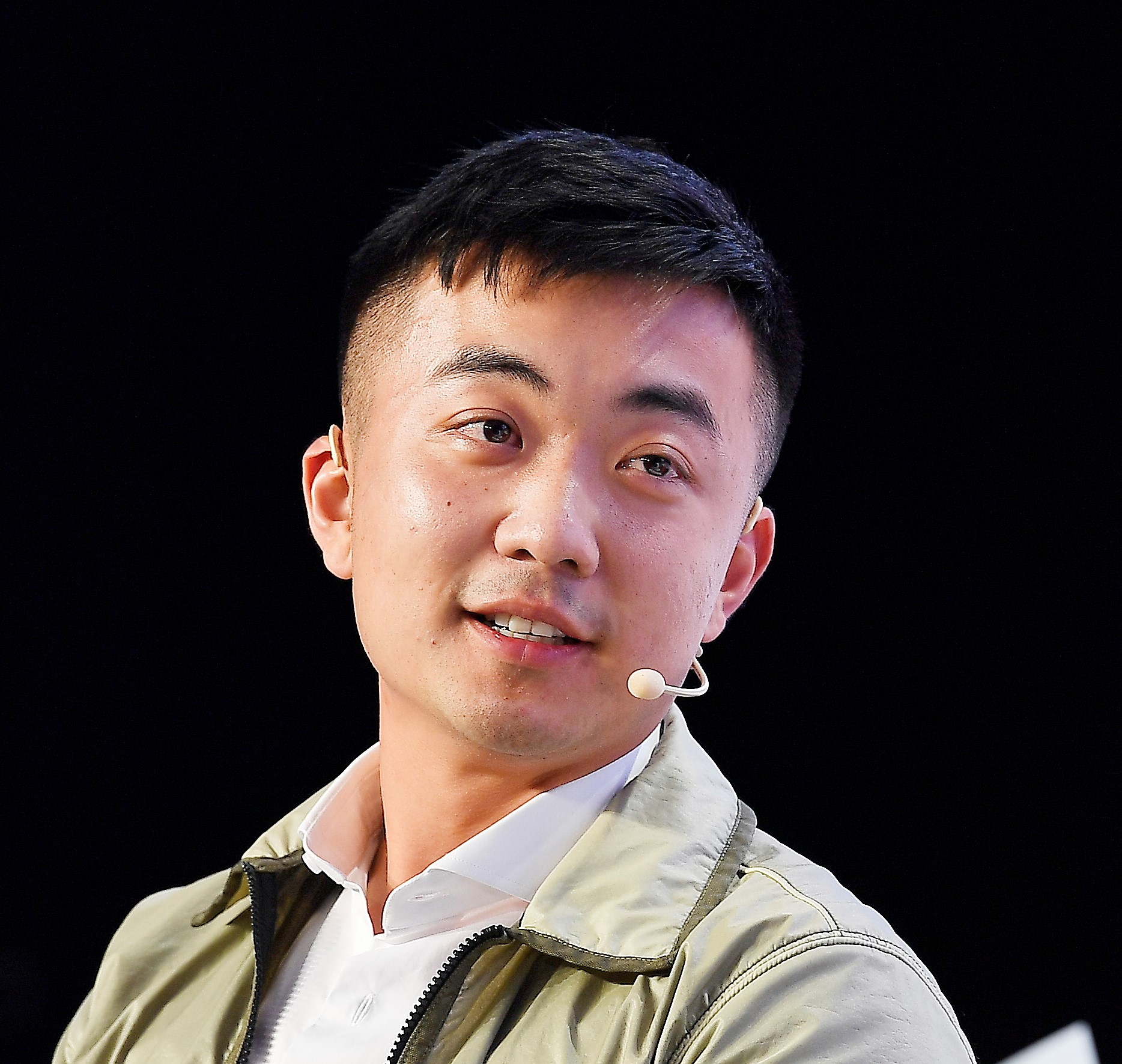
Carl Pei im Jahr 2019

Carl Pei oder Pei Yu (chinesisch 裴宇, Pinyin Péi Yǔ; * 11. September 1989 in Peking) ist ein in China geborener schwedischer Unternehmer. Er gründete den chinesischen Smartphone-Hersteller OnePlus zusammen mit Pete Lau im Jahr 2013 und war der Direktor von OnePlus Global. Er verließ das Unternehmen im Oktober 2020, um ein neues Hardware-Unternehmen namens Nothing zu gründen.

## Leben

### Kindheit und Jugend
Pei wurde 1989 in Peking geboren. Kurze Zeit später zog seine Familie in die Vereinigten Staaten und danach nach Schweden um, wo dieser aufwuchs. 2008 begann Pei ein Bachelor-Studium an der Handelshochschule Stockholm, brach dieses aber 2011 ab, um Vollzeit in der chinesischen Smartphone-Industrie zu arbeiten.

### Beginn der Karriere
Pei kam 2010 zu Nokia und arbeitete drei Monate lang für das Unternehmen. Nach Nokia erregte die Fan-Website, die Pei über Meizu erstellt hatte, die Aufmerksamkeit der Hongkonger Niederlassung des Unternehmens. Darauffolgend begann Pei 2011 im Marketingteam von Meizu zu arbeiten. Im November wechselte er zu Oppo als Manager für internationale Märkte, wo er direkt unter Pete Lau arbeitete.

### OnePlus
Pei gründete zusammen mit Pete Lau im Dezember 2013 das Unternehmen OnePlus in Shenzhen. Ihr erstes Smartphone, das OnePlus One, wurde 2014 fast eine Million Mal verkauft, obwohl das Verkaufsziel nur bei 50.000 Stück lag. Im Juli 2015 stellte Pei das OnePlus 2 in einem Virtual-Reality-Video auf YouTube vor. Es war die erste Produkteinführung in der virtuellen Realität gewesen und wurde bis August 2022 über 304.800 Mal angesehen. Nach der Vorstellung des OnePlus 3 im Juni 2016 behauptete Pei, es sei das beliebteste Smartphone des Unternehmens, basierend auf dem Net Promoter Score. Auf Nachfrage im November 2016 sagte Pei, der Grund für das Upgrade nach nur drei Monaten sei gewesen, dass man nicht warten wollte, um die Hardware zu verbessern. Pei behauptete, das OnePlus 5 sei kurz nach seiner Veröffentlichung im Juni 2017 das bis dato am schnellsten verkaufte Smartphone.
Pei war bis zu seinem Ausscheiden aus dem Unternehmen im Oktober 2020 für Design und Marketing der OnePlus-Smartphones verantwortlich.

### Nothing
Nach seinem Weggang von OnePlus kündigte Pei am 27. Januar 2021 Nothing an. Laut Pei besteht die Mission von Nothing darin, Barrieren zwischen Menschen und Technologie zu beseitigen, um eine nahtlose digitale Zukunft zu schaffen. Das Unternehmen hat seinen Sitz in London und umfasst eine Reihe namhafter Investoren, darunter iPod-Erfinder Tony Fadell, Twitch-Mitbegründer Kevin Lin, Reddit-CEO Steve Huffman und YouTuber Casey Neistat.
Das erste Produkt von Nothing, die ear (1), wurden am 27. Juli 2021 auf den Markt gebracht. Im September 2022 folgte das erste Smartphone, das phone (1).

## Öffentlichkeit
Im Juli 2015 sagte Pei in einem Interview mit dem Wall Street Journal über die Entstehung von OnePlus: „Wir haben uns alle Android-Telefone auf dem Markt angeschaut, und es gab kein einziges Telefon, das uns selbst gut genug war, um es zu benutzen.“ 2014 und 2015 sagte er gegenüber der New York Times und Forbes, dass „OnePlus anfangs nicht dazu gedacht war, ein globales Unternehmen zu werden. Das Hauptaugenmerk lag darauf, den chinesischen Markt zu erobern. ... Das Team für die globalen Märkte bestand aus einem Haufen junger Leute ohne viel Erfahrung. Es war wie ein Experiment: 'Hey, macht die globalen Märkte und schaut, was passiert. Macht, was ihr wollt.' Wir nennen unsere Gruppe 'ein Shenzhen innerhalb unseres Unternehmens', oder ein Start-up innerhalb eines größeren Unternehmens“ und „Sehr bald werden unsere Umsätze außerhalb Chinas die Umsätze in China übertreffen.“

## Auszeichnungen
Im April 2016 war Pei in der Marketing Week Vision 100-Liste aufgeführt, Im Januar 2016 wurde er aufgrund seines Einflusses in der Technologiebranche in die 2016er-Ausgabe der Forbes-30-Under-30-List aufgeführt. 2019 war er Teil der Fortune 40 Under 40-Liste aufgeführt.